# Пешачка стаза „Јаревац”
Пешачка стаза „Јаревац” се налази на планини Тари, у оквиру НП Тара, пролази кроз забарено подручје планинског потока Јаревац на Калуђерским барама. До почетка стазе може се доћи колима асфалтним путем.

## Опис стазе
Шетна стаза је лагана, излетничка стаза која на почетку пролази кроз ливаде на којима се могу видети ретке биљке карактеристичне за влажна станишта Таре (сибирска перуника, црепаста гладиола, широколисни ветрогон). У водама Јаревца се може видети ретка врста рибе, пијор или гагица која живи у бистрим планинским потоцима. Један део стазе води кроз шуме црног и белог бора, као и мешовите шуме смрче, јеле, букве са примесама јавора, бреста и црног граба... Опремљена је са дрвеним прелазима, мостићима, клупама за одмор и информативним таблама.
Ова шетна стаза, дуга 1300 метара, наставља се у планинарску стазу дужине 3km која води до излетишта Брана Јаревац. То је обновљен излетнички простор са уређеним одмориштем поред језерцета формираног обнављањем урушене бране на Јаревцу. За пролазак планинарске стазе потребна је адекватна опрема, јер се прелази преко потока, а кретање додатно отежава шумска вегетација и каменит, стрм терен. 
Планинарска стаза се завршава на улазу у Резерват природе Клисура Рача код бране и језерцета на Јаревцу, а кањон Раче спаја је са шетном стазом „Рача” чинећи са њом јединствену целину.

## Галерија
- Путоказ за пешачку стазу Јаревац
- Језеро Јаревац
- Језеро Јаревац на Тари
- Брана на вештачком језеру Јаревац на Тари